# Arnau Busom
Arnau Castro Busom (Es Mercadal, Menorca, 1999) és un comunicador menorquí actiu en el sector de la ràdio local. És conegut per ser el fundador d'IdòFM i de l'associació Òmedia, des d'on promou projectes relacionats amb la comunicació i la cultura de Menorca.
Inicialment, Busom va cursar estudis de perruqueria, però després d'entrar en contacte amb els estudis de Ràdio Balear a Maó, va decidir enfocar-se en el món de la comunicació. La seva primera iniciativa en aquest àmbit va ser la creació de Radiomix Menorca, una emissora en línia fundada el 2016. Tot i que aquest projecte no va prosperar, va marcar l'inici de la seva trajectòria en la ràdio.
Després d'aquesta experiència, Busom va col·laborar amb Onda Cero Menorca, on va tenir la seva pròpia secció en el programa "Más de uno Menorca". L'any 2021, va fundar IdòFM, una emissora que, segons la seva pròpia descripció, té com a objectiu promoure la diversitat cultural de Menorca i oferir continguts locals. L'emissora ha anat creixent de manera progressiva, però s'ha vist limitada per la manca de noves llicències de ràdio FM a l'illa, ja que des del 2010 no s'han obert noves convocatòries per obtenir-les.
Per tal de donar estabilitat al projecte, el 2023 va constituir l'associació Òmedia, que permet a IdòFM funcionar com una entitat sense ànim de lucre. A més de la seva activitat a la ràdio, Busom ha manifestat el seu interès en desenvolupar IdòTV, un projecte de canal digital orientat a la producció de continguts audiovisuals centrats en la cultura menorquina. Aquest projecte té com a objectiu apropar els continguts culturals locals al públic de l'illa.